# Woodsia kangdingensis
Woodsia kangdingensis là một loài thực vật có mạch trong họ Woodsiaceae. Loài này được H.S. Kung, L.B. Zhang & X.S. Guo miêu tả khoa học đầu tiên năm 1995.